# Erik Vennberg
Erik Linus Vennberg, född den 26 november 1886 i Riala församling, Stockholms län, död den 3 februari 1937 i Stockholm, var en svensk historiker och ämbetsman.
Vennberg avlade filosofie kandidatexamen vid Uppsala universitet 1910, filosofisk ämbetsexamen där 1913 och filosofie licentiatexamen där 1916. Han blev amanuens i Kommerskollegium sistnämnda år och aktuarie 1922. Vennberg skrev bland annat om Karlshamns kyrka (i Hilding Rosengren, Karlshamns historia, 1918), Arbetstiden i gruvor, statistisk undersökning utarbetad på uppdrag av gruvarbetstidssakkunniga (1921) och "Erik Dahlberg. Personen, konstnären och statstjänaren" (i den av honom och Ernst Ericsson utgivna Erik Dahlberg. Hans levnad och verksamhet, 1925). Han deltog i författandet och redigeringen av Stockholms näringsliv (I–III, 1924–1925), var medarbetare i Svenskt biografiskt lexikon och utgav J. Hadorphs resor. Afritningar af kyrkor och kyrkovapen i Uppland 1676-1685 (i "Arkiv för svensk konst- och kulturhistoria", 1917) och Erik Dahlberg. Svecia antiqua et hodiern (1920-25), med av Vennberg författad text, "Verkets historia". Vennberg invaldes som korresponderande ledamot av Vitterhetsakademien 1931.